# Блосии
Блосиите (gens Blossia; Blosia) са римска фамилия от Кампания в Древен Рим.
Известни с това име:
- Марий Блосий, претор по време на бунта в Капуа против Рим през 216 пр.н.е.
- Блосии, два бтатя по време на друг бунт в Капуа през 210 пр.н.е.[1]
- Гай Блосий, 2 век пр.н.е., философ, произлиза от Куме, приятел на Тиберий Гракх.[2]